# احتيملات
احتيملات بلدة سوريّة تتبع إداريّاً لمحافظة حلب منطقة أعزاز ناحية صوران، بلغ تعداد سكانها 6,764 نسمة حسب التعداد السكاني لعام 2004.